# Strassenbahn Les Hauts-Geneveys–Villiers
| Streckenlänge: | 8,28 km             |                                   |       |
| Spurweite: | 1000 mm (Meterspur) |                                   |       |
| Stromsystem: | 650 Volt =          |                                   |       |
| |                     |                                   |       |
| \| \| \| Übergang zur Neuenburger Jurabahn \| \| \| \| 0,00 \| Les Hauts-Geneveys \| 954 m \| \| \| 1,60 \| Fontainemelon \| 867 m \| \| \| 2,50 \| Cernier \| 822 m \| \| \| 2,90 \| Cernier Depot \| 820 m \| \| \| 3,80 \| Grand Chézard \| 774 m \| \| \| 4,10 \| Petit Chézard \| 769 m \| \| \| 5,00 \| Saint Martin \| 749 m \| \| \| 7,10 \| Dombresson \| 744 m \| \| \| 8,28 \| Villiers \| 764 m \| |                     |                                   |       |
| |                     | Übergang zur Neuenburger Jurabahn |       |
| U-Bahn-Kopfbahnhof Streckenanfang (Strecke außer Betrieb) | 0,00                | Les Hauts-Geneveys                | 954 m |
| U-Bahn-Bahnhof (Strecke außer Betrieb) | 1,60                | Fontainemelon                     | 867 m |
| U-Bahn-Bahnhof (Strecke außer Betrieb) | 2,50                | Cernier                           | 822 m |
| U-Bahn-Bahnhof (Strecke außer Betrieb) | 2,90                | Cernier Depot                     | 820 m |
| U-Bahn-Haltepunkt / Haltestelle (Strecke außer Betrieb) | 3,80                | Grand Chézard                     | 774 m |
| U-Bahn-Bahnhof (Strecke außer Betrieb) | 4,10                | Petit Chézard                     | 769 m |
| U-Bahn-Haltepunkt / Haltestelle (Strecke außer Betrieb) | 5,00                | Saint Martin                      | 749 m |
| U-Bahn-Bahnhof (Strecke außer Betrieb) | 7,10                | Dombresson                        | 744 m |
| U-Bahn-Kopfbahnhof Streckenende (Strecke außer Betrieb) | 8,28                | Villiers                          | 764 m |

Die Strassenbahn Les Hauts-Geneveys–Villiers war eine meterspurige Überlandstrassenbahn im Schweizer Kanton Neuenburg.

## Geschichte
Die 8,28 Kilometer lange Verbindung im Val de Ruz bestand vom 23. Februar 1903 bis zum 31. August 1948 und wurde anschliessend durch den Trolleybus Val de Ruz ersetzt. Verkehrsunternehmen war die Compagnie du Chemin de fer Régional du Val-de-Ruz et Compagnie des Autotransports du Val-de-Ruz, abgekürzt VR, aus welcher am 20. Dezember 1947 die Compagnie des Transports du Val-de-Ruz wurde. Diese wiederum ging 1999 in der Gesellschaft TRN SA auf, welche die ehemalige Strassenbahnstrecke bis in die Gegenwart mit Autobussen bedient.

## Strecke
Das Tram führte vom SBB-Bahnhof Les Hauts-Geneveys an der Neuenburger Jurabahn über Fontainemelon, Cernier, Chézard-Saint-Martin und Dombresson nach Villiers. Die durchgehend eingleisige Strecke folgte dabei auf der gesamten Länge der Strasse, Kunstbauten waren nicht vorhanden. Das Depot befand sich im Talhauptort Cernier.

## Fahrzeuge
An Fahrzeugen standen fünf Triebwagen Ce 2/2 1–5 und zwei unterschiedlich grosse Gütertriebwagen Ke, später Fe 2/2 1 und 2 zur Verfügung. Die Motorwagen wurden alle von SWS und der Maschinenfabrik Oerlikon gefertigt. Dazu kam ein lediglich 2,90 Meter langes Postwägelchen FZ 1. 1904 wurde ein offener Güterwagen L 10 beschafft, im Jahr darauf kam ein Privatwagen der Firma Perrenoud in Cernier dazu. Dieser wurde 1918 durch einen selbst gebauten offenen Wagen M 11 ersetzt. 1913 wurden zwei Einachsanhänger M 20–21 für den Schlittentransport in Betrieb genommen.
1941 wurde von der TN deren Motorwagen 52 übernommen und als Nummer 6 in Betrieb gesetzt, zwei Jahre später folgte TN 51 als Nummer 7. Gleichzeitig wurde Wagen 1 abgebrochen und Nummer 5 bei der TN revidiert und mit stärkeren, aus Zürcher Tramwagen stammenden Motoren versehen. Damit standen drei Triebwagen mit 80 statt 60 PS zur Verfügung. Der Transfer der Motorwagen erfolgte via Valangin, wo sie auf einen Strassenrollschemel aufgeladen wurden. Ebenfalls 1943 wurde der FZ 1 durch den identischen FZ 3003 der TN ersetzt, der seine Nummer behielt. Alle Fahrzeuge, ausser dem Postwägelchen, wurden nach Betriebseinstellung abgebrochen. Der FZ 3003 gelangte als F 71 zur Langenthal–Jura-Bahn, wo er aber schon 1951 ausrangiert und 1956 abgebrochen wurde.
Bis 1930 fuhren die Motorwagen mit Stangenstromabnehmer (Rollenstromabnehmer), danach mit Lyrabügel. Kurz vor Betriebseinstellung wurde nochmals auf Stangenstromabnehmer (Typ Trolleybus) zurück gewechselt, damit die bereits fertig erstellte Trolleybusfahrleitung genutzt und die Tramfahrleitung abgebrochen werden konnte.